# Lochiel
Lochiel är en ort i Australien. Den ligger i kommunen Wakefield och delstaten South Australia, omkring 120 kilometer norr om delstatshuvudstaden Adelaide. Antalet invånare är 167. Den ligger vid sjön Bumbunga Lake.
Trakten runt Lochiel är nära nog obefolkad, med mindre än två invånare per kvadratkilometer.. Närmaste större samhälle är Bute, omkring 17 kilometer nordväst om Lochiel.
Trakten runt Lochiel består till största delen av jordbruksmark. Genomsnittlig årsnederbörd är 581 millimeter. Den regnigaste månaden är juni, med i genomsnitt 95 mm nederbörd, och den torraste är december, med 13 mm nederbörd.